# Kim Wilde
 Der er for få eller ingen kildehenvisninger i denne artikel, hvilket er et problem. Du kan hjælpe ved at angive troværdige kilder til de påstande, som fremføres i artiklen.

Kim Wilde (født Kim Smith 18. november 1960 i Chiswick, West London) er en engelsk popsanger og professionel gartner. Hun debuterede i 1981 med hittet Kids in America, som blev nummer to på den engelske singlehitliste. Siden har hun udgivet adskillige singler og albums og solgt over 15 mio. albums og 50 mio. singler.
I 2006 gjorde hun, efter i mange år at have arbejdet som tv-gartner på BBC, et comeback med cd'en Never Say Never.

## Biografi
Kim Wilde var det første barn af 1950'ernes rock'n'rollstjerne Marty Wilde (rigtige navn Reginald Smith) og Joyce Baker, kendt fra den britiske pigegruppe The Vernons Girls.
Hun flyttede med sin familie til Hertfordshire, da hun var ni år, og her gik hun på Presdales School, før hun afsluttede en uddannelse på St. Albans College of Art & Design i 1980.

### Debut – RAK records
Kim Wilde fik sin første pladekontrakt hos Mickie Mosts RAK Records i 1980 og udgav sin debutsingle Kids in America i januar 1981. Den nåede andenpladsen på den engelske singlehitliste og i top fem i adskillige europæiske lande. I USA blev singlen nummer 25 på Billboard Hot 100 og blev den 85. mest solgte single i 1982, da den lå på top 100 i ret lang tid.
Debutalbummet Kim Wilde fulgte senere og deraf kom der yderligere to hitsingler Chequered Love og Water On Glass. Kim Wilde udgav i alt tre albums på RAK, som hun forlod til fordel for en større kontrakt på det multinationale MCA Records i sommeren 1984.
De fleste af hendes sange fra RAK tiden blev skrevet af hendes far, Marty Wilde, og hendes bror, Ricki Wilde.

### MCA records
Kim Wilde lavede seks studiealbums, mens hun var hos MCA records. Det gav internationale tophits som Another Step (Closer To You) (en duet med Junior), You Came, Never Trust A Stranger, Four Letter Word, If I Can't Have You (en coverversion af Yvonne Ellimans Bee Gees-komponerede sang fra filmen Saturday Night Fever) samt en cover af Supremes' You Keep Me Hangin' On — sidstnævnte nåede førstepladsen på US Hot 100 i 1987 – en plads hun overtog fra U2's With Or Without You. Hendes højest placerede singler i England er Kids in America og You Keep Me Hangin' On, som begge nåede andenpladsen. Hendes bedstsælgende album i England og resten af verden er Close fra 1988 der gav tre store top 10 singlehits og holdt sig næsten et år på den engelske hitliste.
I den samme periode udviklede Kim Wilde et talent som sangskriver, og hun har skrevet en stor del af sangene på sine MCA albums selv eller sammen med Ricki Wilde, Rick Nowels og flere andre – også en del af sine store hits.
Kim Wilde modtog prisen "Best Female Vocalist Award" fra "The British Phonographic Industry" (som nu hedder "The Brits") i England i 1983 og har senere hentet yderligere to nomineringer i denne kategori. Hun har gennem tiden modtaget en række sølv-, guld- og platinplader fra hele verden.
Kim Wilde har været på seks Europa- og verdensturneer og har blandt andet optrådt som "Special guest" for Michael Jackson (i 1988) og David Bowie (i 1990).

### Nye udfordringer
I februar 1996 udfordrede Kim Wilde sig selv i opførelsen af The Whos rockopera Tommy i Londons West End teater på Shaftesbury Avenue, hvor hun spillede Mrs. Walker. I samme forestilling mødte Kim Wilde sin, nu tidligere mand, skuespilleren og sangeren Hal Fowler. Parret blev gift 1. september 1996 og fik sammen to børn (Harry Tristan, født 3. januar 1998, samt Rose Elisabeth, født 14. januar 2000). Den 21. december 2022 meddelte Kim Wilde, at de var blevet skilt i 2021.
Da Kim Wilde var gravid første gang, blev interessen for havebrug vakt, og Kim Wilde startede en uddannelse som anlægsgartner på Capel Manor College. Da hun var færdig, blev hun ansat af den engelske tv-kanal Channel 4, der ville bruge hendes evner som havedesigner til programmet Better Gardens. Et år efter skrev hun kontrakt med BBC og optog i to sæsoner programmet Garden Invaders. I 2005 vandt Kim Wilde en guldmedalje for sin have på det årlige og prestigefulde Royal Horticultural Society's Chelsea Flower Show.
Hendes første bog blev udgivet i 2005 med titlen Med børnene i haven (engelsk: Gardening With Children). I april 2006 udkom bogen The First-time Gardener. Oversættelser af den første bog blev udgivet samtidig i Spanien, Frankrig, Danmark og Holland.

### Tilbage til musikken
13. januar 2001 optrådte Kim Wilde for første gang i mange år som gæstestjerne i ABBA-kopibandet, Fabba. Dette genvakte hendes interesse for at optræde, og siden har hun turneret i England 4 gange på "The Here & Now Tour", en 1980'er-koncertturne sammen med en række andre artister som Paul Young, Human League, Belinda Carlisle og Howard Jones. Turneen nåede også til Australien med stor succes og vil blive gentaget med Kim Wilde på programmet igen i 2009. Ligeledes optrådte Kim Wilde på festivaler i Europa. I 2003 optrådte hun således i Københavns Tivoli som en del af det ugentlige fredagsrockarrangement foran 15-20.000 tilskuere og på årets Rock under broen festival i Middelfart. I 2006 spillede Kim Wilde på Esbjerg-festivalen, og det gentog hun igen med stor succes i 2008. En stor Europa-turné bragte hende til et udsolgt Store Vega i 2007, og hun var topnavn på årets Langelands festival samme år.
I 2001 indspillede Kim Wilde singlen Loved i forbindelse med udgivelsen af en opsamlingsplade. Den blev et top 10-hit i Belgien, men da der ikke blev lavet en video og ikke var nogen særlig promotion for singlen, blev den ikke noget hit ret mange andre steder. I 2003 udgav hun i samarbejde med den tyske sangerinde Nena singlen Anyplace, Anywhere, Anytime, der blev en kæmpehit i Europa. Den opnåede en tredjeplads i Tyskland og førstepladser i Østrig og Holland. Endvidere blev den et top 10-hit i Belgien og Schweiz samt et top 20-hit i Danmark. Det gav Kim Wilde mod på for alvor, at genoptage musik karrieren. Dette skete sammen med at karrieren som gartner fortsatte i England.

### Comeback 2006
Kim Wilde fik i 2006 en pladekontrakt med EMI Records og har udgav herefter sit første studiealbum i over ti år. Albummet Never Say Never udkom i september 2006 og blev udgivet i det fleste europæiske lande og i Asien. Albummet har klaret sig godt mange steder, især i Mellemeuropa. Singlen You Came 2006 har ligeledes klaret sig godt og blev Kim Wildes største solohit i Tyskland siden 1988. Den anden single, Perfect Girl, blev udgivet i november 2006 og blev et mindre hit i Tyskland, men holdt sig på den tyske hitliste i 9 uger. En tredje single, Together We Belong, blev udgivet i marts 2007 og blev primært et stort radiohit i Tyskland. Sommersinglen Baby Obey Me (feat. Ill Inspecta) blev udgivet i august 2007, og den blev ligeledes spillet flittigt i radioen.

### Første album – kun med nye sange i 15 år
I august 2010 udkom singlen "Lights Down Low". Den 26. august udkom albummet Come Out and Play. Kims første 'rigtige' album med helt nye sange i næsten 15 år.
Albummet blev Kim Wildes største succes i over 20 år i Tyskland og Schweiz, hvor det gik direkte top 10 over de mest solgte albums.

### 'Snapshots' – første album med favorit coverversioner
Kim Wilde har de sidste mange års koncerter altid spillet et par cover versioner af kendte hits. Den 26. august 2011 udkom albummet Snapshots, der indeholder coverversioner af Kim Wildes favorit hits fra 60'erne, 70'erne, 80'erne, 90'erne og 00'erne. Første single fra albummet blev en dobbeltsingle med East 17 og Tasmin Archers 90'er hits "It's alright"/"Sleeping satellite". Trods en masse airplay i Tyskland opnåede singlen kun en 98. plads på Top 100. Albummet "Snapshots" klarede sig meget flot, og opnåede en 14. plads i Tyskland og en Top 30 placering i Schweiz. Albummet har fået releasedato i Danmark 28. november 2011. En stor Europaturne startede i foråret 2012 og spiller året ud.

## Diskografi
I tidens løb har Kim Wilde udgivet følgende singler og albums:

### Singler
- Kids in America (1981)
- Chequered Love (1981)
- Water on Glass (1981)
- Cambodia (1981)
- Bitter Is Better (1982 – kun udgivet i Japan)
- View from a Bridge (1982)
- Child Come Away (1982)
- Love Blonde (1983)
- Dancing in the Dark (1983)
- House of Salome (1983)
- The Second Time (Go for It' i USA) (1984)
- The Touch (1984)
- Rage to Love (1985)
- Schoolgirl (1986)
- You Keep Me Hangin' On (1986)
- Another Step (Closer to You) (1987)
- Let It Be (Ferry Aid) (1987)
- Say You Really Want Me (1987)
- Rockin' around the Christmas Tree (Mel (Smith) & Kim (Wilde)) (1987)
- Hey Mister Heartache (1988)
- You Came (1988)
- Never Trust a Stranger (1988)
- Four Letter Word (1988)
- Love in the Natural Way (1989)
- Spirit of the Forest (1989)
- It's Here (1990)
- Time (1990)
- Can't Get Enough (of Your Love) (1990)
- World in Perfect Harmony (1990)
- I Can't Say Goodbye (1990)
- Love Is Holy (1992)
- Heart over Mind (1992)
- Who Do You Think You Are (1992)
- Million Miles Away (1992)
- If I Can't Have You (1993)
- In My Life (1993)
- Kids in America 1994 (1994)
- Breakin' Away (1995)
- This I Swear (1995)
- Shame (1996)
- Loved (2001)
- Born to Be Wild (2002)
- Anyplace, Anywhere, Anytime (Nena & Kim Wilde) (2003)
- You Came 06 (2006)
- Perfect Girl (2006)
- Together We Belong (2007)
- Baby Obey Me – feat. Ill Inspecta (2007)
- Lights down low (2010)
- Real life (2010)
- It's alright / Sleeping satellite (2011)
- To France (2011)
- Ever fallen in love/Spirit in the sky (2012)
- A beautiful house (Reflekt feat. Kim Wilde) (2012)

### Album
- Kim Wilde (RAK 1981)
- Select (RAK 1982)
- Catch as Catch Can (RAK 1983)
- The Very Best of Kim Wilde (RAK 1984)
- Teases & Dares (MCA 1984)
- Another Step (MCA 1986)
- Close (MCA 1988)
- Love Moves (MCA 1990)
- Love Is (MCA 1992)
- The Singles Collection 1981-1993 (MCA 1993)
- The Remix Collection (MCA 1993)
- Now & Forever (MCA 1995)
- The Very Best of Kim Wilde (EMI 2001)
- Never Say Never (EMI 2006)
- Come Out and Play (SONY 2010)
- Snapshots (Columbia 2011)
- Wilde Winter Songbook (2013)
- Here Come the Aliens (2018)
- Closer (2025)